# Antti Kasvio
Antti Kasvio (n. 20 decembrie 1973, Esbo, Finlanda) este un înotător finlandez, medaliat olimpic. A participat la 2 ediții ale Jocurilor Olimpice (1992, 1996) în care a câștigat o medalie de bronz.